# ستاره اس۲
اس۲ یک ستاره است که در صورت فلکی کمان قرار دارد. اس‌۲ نزدیکترین ستاره‌ی مشاهده شده به کمان *A (سیاهچاله‌ی مرکزی کهکشان راه شیری) است و مداری بیضوی به دور آن دارد که مدت زمان هر گردش کامل در مدارش ۱۶ سال به درازا می‌کشد و در نزدیکترین فاصله‌ی خود با این سیاهچاله به ۲۰ میلیارد کیلومتری آن می‌رسد. 
- مشارکت‌کنندگان ویکی‌پدیا. «S2 (star)». در دانشنامهٔ ویکی‌پدیای انگلیسی، بازبینی‌شده در ۹ ژانویه ۲۰۱۱.